# Sicista strandi
Sicista strandi és una espècie de mamífer rosegador miomorf de la família dels dipòdids. Es troba a Rússia i Ucraïna. Habita en prats inundables a la part sud de les zones boscoses, estepes i boscos-estepes a la zona de muntanya. És una espècie solitària, s'alimenta de llavors, baies i insectes i es reprodueix un cop l'any després de la hibernació.